# Bahamdun
Bahamdun (arab. بحمدون, Baḥamdūn) – miasto w Libanie, w kadzie Alajh, ok. 23 km na południe od Bejrutu, zamieszkana przez chrześcijan. Bahamdun tworzą dwie wioski: Bahamdun al-Mahatta i Bahamdun ad-Daja. We wrześniu 1983 roku, podczas tzw. „wojny górskiej” toczyły się zacięte walki o Bahamdun pomiędzy milicjami chrześcijańskim i druzyjskimi. Po zdobyciu miasta druzowie zamordowali kilkuset cywilnych mieszkańców i członków SL.